# El Chinillal
El Chinillal är en ort i Mexiko.   Den ligger i kommunen Pisaflores och delstaten Hidalgo, i den sydöstra delen av landet, 200 km norr om huvudstaden Mexico City. El Chinillal ligger 1 010 meter över havet och antalet invånare är 114.
Terrängen runt El Chinillal är kuperad norrut, men söderut är den bergig. El Chinillal ligger uppe på en höjd. Runt El Chinillal är det ganska tätbefolkat, med 90 invånare per kvadratkilometer. Närmaste större samhälle är Tamazunchale, 17,3 km öster om El Chinillal. I omgivningarna runt El Chinillal växer i huvudsak städsegrön lövskog.